# セントクリストファー・ネイビスの国旗
セントクリストファー・ネイビスの国旗は、1983年9月19日に制定された。
二つの星は希望と自由を象徴しているとされるが、元々セントクリストファー島とネイビス島の二つの島を示しているとも言われている。緑は国土の肥沃さ、赤は植民地時代の奴隷制から独立・解放への苦闘、黒はアフリカからの伝統、黄色は日光をそれぞれ象徴している。
なお、軍艦旗はホワイト・エンサイン(White ensign)を基にカントン部分に国旗を組み入れたデザインとなっている。

軍艦旗

- 軍艦旗?

## 歴史

?セントクリストファー・ネイビス・アンギラの旗（1958年 - 1967年）
?西インド連邦の旗（1958年 - 1962年）
?セントクリストファー・ネイビス・アンギラの旗(1967年)
?セントクリストファー・ネイビス・アンギラの旗（1967年 - 1983年）